# Jens Henrik Jensen
 Der er for få eller ingen kildehenvisninger i denne artikel, hvilket er et problem. Du kan hjælpe ved at angive troværdige kilder til de påstande, som fremføres i artiklen.

Jens Henrik Jensen (født d. 6 maj 1963) er en dansk forfatter og journalist. Han er født i Søvind ved Horsens og har taget sin afgangseksamen fra Danmarks Journalisthøjskole i Aarhus i 1987.
Jensen debuterede som romanforfatter med spionthrilleren ”Wienerringen” i 1997 og samme år fik han sit gennembrud med ”Kællingen i Kraków” (1997), som er første bind i trilogien om CIA-agenten Jan Jordi Kazanski.
Sidenhen har han udgivet Portland-Trilogien, om kriminalassistent Nina Portland fra Esbjerg. Hans seneste udgivelse ”Lupus” (2018) er fjerde bind i Oxen-serien, som har krigsveteranen Niels Oxen i hovedrollen. Hans forfatterskab bevæger sig genremæssigt mellem krimi, thriller og spændingsroman.
Hans bøger udkommer i 12 lande og særligt i Tyskland har Jensen vundet indpas.
SF Film og Mai Brostrøm og Peter Thorsbo arbejder på manuskriptet over de første tre romaner i Oxen–serien, som skal sendes som en tv–serie over to sæsoner.

### Oxen-serien
- Pilgrim, 2023
- Gladiator, 2021
- Lupus, 2018
- De frosne flammer, 2016
- De mørke mænd, 2014
- De hængte hunde, 2012

### Nina Portland-trilogien
- Spøgelsesfangen, 2010
- Kulmanden, 2007
- Økseskibet, 2005

### Kazanski-trilogien
- Ulven i Banja Luka, 2002
- Hofnarren i Murmansk, 1999
- Kællingen i Krakow, 1997

### Debutroman
- Wienerringen, 1997